# Celera Genomics
Celera Genomics és el nom d'una empresa estatunidenca fundada el maig de 1998 per Applera Corporation i J. Craig Venter, amb l'objectiu primari de seqüenciar i ensemblar el genoma humà en un termini de tres anys. Per ell van utilitzar el mètode shotgun, basat en el trencament de l'ADN en trossos, la seva clonació i cerca d'encavalcaments amb aplicacions bioinformàtiques.
El 2001 van presentar en la revista Science el seu primer esbós, de 5 genomes de diferents ètnies, entre ells, es trobava el seu director Craig Venter.